# Palpita pandurata
Palpita pandurata là một loài bướm đêm trong họ Crambidae.